# 佐藤可士和
佐藤 可士和（さとう かしわ、1965年2月11日 - ）は、東京都出身のクリエイティブディレクター、アートディレクター、グラフィックデザイナー。
慶應義塾大学環境情報学部特別招聘教授、多摩美術大学美術学部グラフィックデザイン学科客員教授、京都大学経営管理大学院特命教授。

## 経歴
成城高等学校卒業後、お茶の水美術学院を経て、多摩美術大学美術学部グラフィックデザイン科進学、卒業。大貫卓也に憧れ、株式会社博報堂に入社。
2000年に独立し、クリエイティブスタジオ「株式会社SAMURAI」を設立し、同社代表取締役に就任。社名は、自分の名前（可士和の「士」）に由来。
主な仕事に、ホンダステップワゴンなどのTVCF、SMAPなどミュージシャンのアートワーク、NTTドコモ「FOMA N702iD / N703iD」のプロダクトデザイン、ユニクロNYグローバル旗艦店、UT STORE HARAJUKU.のクリエイティブディレクション、セブン-イレブンのブランディング、国立新美術館のVIとサイン計画、幼稚園や大学、病院のブランディング、「極生」（キリンビール）等の商品開発から広告キャンペーン、TSUTAYA TOKYO ROPPONGIのVIと空間ディレクション、楽天グループ、ファーストリテイリングのCI、NHK教育テレビ「えいごであそぼ」のアートディレクション、ホンダ・N-BOXのロゴデザインなどがある。
2011年9月、横浜みなとみらい地区にグランドオープンした安藤百福発明記念館（愛称：カップヌードルミュージアム）のコンセプトワーク、トータルデザインを手がけた。また近年では、今治タオルのブランディング、JAPAN国際コンテンツフェスティバルのシンボルマークデザインとクリエイティブディレクションなどを手がけている。
明治学院大学（2007年4月 - ）、多摩美術大学（2008年4月 - ）客員教授。東京ADC理事、東京TDC理事、JAGDA運営委員、大阪府市特別参与（2012年7月 - 2013年3月）、2016年度文化交流使。
2021年、「佐藤可士和展」を国立新美術館で開催。佐藤自身が会場構成をキュレーションし、約30年にわたる活動の軌跡を多角的に紹介。

## 人物

### 本人について
- 1児の父。
- 妻はマネージャーの佐藤悦子。テレビ番組「ジャスト」のコーナー「マダムに会いたい」に夫婦で出演した。
- 父は建築家の佐藤明（さとう あきら、1935年4月10日 - ）、父方の祖父はロシア語学者で元東京外国語大学名誉教授の佐藤勇（さとう いさむ、1903年2月15日 - 1989年11月6日）[5][6]。
- 愛用のデジタルカメラは、GR DIGITAL。
- 愛車は、ポルシェ・911ターボ カブリオレ。

### 仕事仲間について
- 佐野研二郎も同様に大貫卓也の講演に"衝撃を受け"博報堂に入社。佐藤の下で学んでいた[7]。

### 仕事について
- 直線的な表現や原色を使った色彩構成、ラフなタッチのイラスト表現を頻繁に用いる傾向がある。
- セブン-イレブンなど、数多くのブランディングプロジェクトを手がける。特にSMAPとは、「S map ～SMAP 014」からアルバムのアートワークなどを手掛ける、馴染みの存在である。

## 主な仕事

### 広告
- ホンダ「インテグラ」「ステップワゴン」
- 大塚製薬「カロリーメイト」
- パルコ

### ブランディング

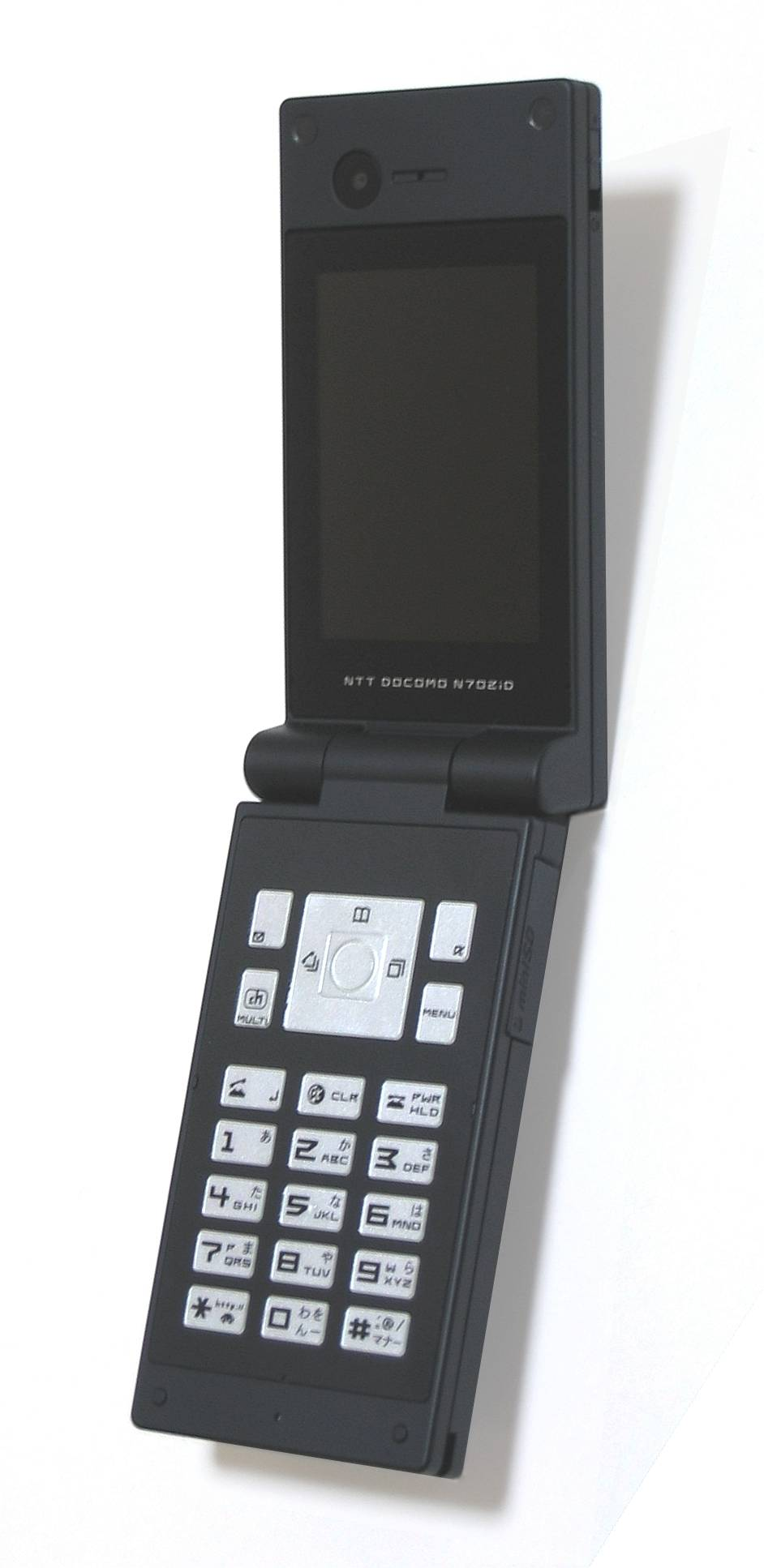
NTTドコモ FOMA N702iD

- キリンビール「極生」「生黒」「キリンラガービール（2010年の新デザイン）」 - 商品パッケージのデザインも手がける。
- キリンビバレッジ「チビレモン」「体質水」
- ワールド「OZOC原宿店」
- TSUTAYA「TSUTAYA TOKYO ROPPONGI」 - ロゴ、グッズデザインも手がける。
- MUSIC ON! TV
- NTTドコモ FOMA「N702iD」「N703iD」「N-07A」（共にNEC）、「SA800i」（三洋電機）、「F801i」「F-05A」（共に富士通） - 筐体のデザインも手がける。
- ふじようちえん - 幼稚園の園舎（手塚貴晴＋手塚由比夫妻と協働）。
- ユニクロ「ソーホー ニューヨーク店」「311オックスフォードストリート店」 - クリエイティブディレクションを担当。出店にあたり、オリジナルの欧文書体、英語表記とカタカナ表記のロゴデザインも手がける。
- リサージ - 化粧品ブランドのリニューアル、パッケージデザインを担当。業界初のトリガータイプのボトルデザインを導入した。
- 楽天
- 日本財団
- 明治学院大学
- 今治タオル
- グローブライド
- DAIWA（ダイワ）
- 千里リハビリテーション病院 - 総合プロデューサー
- コナカ「KONAKA THE FLAG」 / フタタ「FUTATA THE FLAG」 - 店舗デザイン
- スーツセレクト
- サマンサタバサ「EiGHT MiLLiON」 - プロジェクト・クリエイティブディレクター
- カップヌードルミュージアム - 施設監修も担当。
- ホンダ「Nシリーズ」
- 森永製菓「ウイダーinゼリー」 - パッケージのリニューアルを手がけたものの、売上高が前年同期と比べ1割減となったためわずか4ヶ月で元のデザインに戻された[8]。
- クールジャパン ロゴマーク「JAPAN NEXT」（2011年）[9]
- セブン&アイ・ホールディングス - セブンイレブンのセブンカフェデザイン等
- ALFALINK (日本GLP)

2018年10月 セブンイレブン 新規制服デザイン
- 三井物産
- 伊丹産業「伊丹米」ロゴマーク
- 日清食品「日清カレーメシ」トータルプロデュース[10]

### CDジャケット
- SMAP
  - 「S map ～SMAP 014」（2000年10月14日）
  - 「Smap Vest」（2001年3月23日）
  - 「pamS」（2001年8月8日）
  - 「SMAP 015/Drink! Smap!」（2002年7月24日）
  - 「SMAP 016/MIJ」（2003年6月25日）
  - 「SAMPLE BANG!」（2005年7月27日）
  - 「Pop Up! SMAP」（2006年7月26日）
  - 「super.modern.artistic.performance」（2008年9月24日）
  - 「We are SMAP!」（2010年7月21日）
  - 「GIFT of SMAP」（2012年8月8日）
  - 「Mr.S」（2014年9月3日）
  - 「SMAP 25 YEARS」（2016年12月21日）
- Mr.Children
  - 「シフクノオト」（2004年4月7日）
- T.M.Revolution
  - 「1000000000000」（2006年6月7日）
- L'Arc〜en〜Ciel
  - 「The Best of L'Arc〜en〜Ciel 1994-1998」「同　1998-2000」「同　c/w」（2003年3月19日）
- Bank Band
  - 「沿志奏逢」（2004年10月20日）
- Hi-STANDARD
  - 「ANGRY FIST」（1997年5月14日）
- MY LITTLE LOVER
  - 「FANTASY」（2004年1月21日）

### テレビ番組
- テレビ朝日「SmaSTATION!!」タイトルロゴデザイン
- NHK教育「えいごであそぼ」ケボとモッチのデザイン
- テレビ東京「TVチャンピオン2」タイトルロゴデザイン
- テレビ東京「完成!ドリームハウス」「開店!ドリームショップ」タイトルロゴデザイン
- テレビ朝日「SMAPがんばりますっ!!」タイトルロゴデザイン

### サイトデザイン
- PC-SUCCESS
- 三井住友銀行　インターネットバンキング（One'sダイレクト）

上記2社のサイトは、共にWebユーザビリティコンサルティングの株式会社ビービットとの共同による。

### ロゴ
- 楽天
- ヴィッセル神戸
- 明治学院大学
- 今治タオル[11]
- 国立新美術館
- リサージ
- カルチュア・コンビニエンス・クラブ
- ファーストリテイリング
  - ユニクロ
  - ジーユー
- 御茶の水美術専門学校
- 東京都交響楽団
- グローブライド(旧ダイワ精工)
- ホンダ・N BOX
- SMAP SHOP
  - HAPPY HAPPY SMAP
  - MERRY HAPPY SMAP
  - CHAN TO SHI NAI TO NE!
- ヤンマー（ヤンマーホールディングス）[12]
- 日本財団
- Tポイント
- LDH
- 樂翠亭美術館
- ジョイフル本田 「JOYHON」（新業態店舗）[13]
- NOK株式会社[14]

ジーユーのロゴ
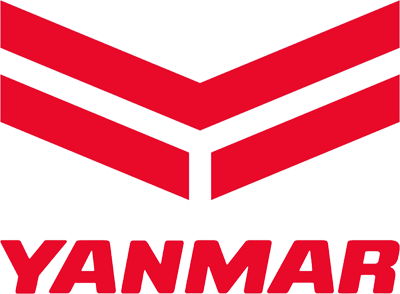
ヤンマーのロゴマーク（2013年7月～）
ユニクロのロゴ

## 展覧会
- 「佐藤可士和展 -BEYOND-」（ギンザ・グラフィック・ギャラリー）2004年
- 「TOKYO 02-03 ＜MORE THAN 2D, LESS THAN 3D＞」（パリ「資生堂ラ・ボーテ」）2002年
- 「The Power of Art Direction!」（クリエイションギャラリーG8）2002年
- 「佐藤可士和展」（国立新美術館）2021年
  - 佐藤可士和展｜国立新美術館（東京・六本木）[リンク切れ] － 公式サイト
  - 佐藤可士和展｜企画展｜展覧会｜国立新美術館 THE NATIONAL ART CENTER, TOKYO － 国立新美術館公式サイト
  - 佐藤可士和展 KASHIWA SATO (@kashiwasato2020) - Instagram
  - 佐藤可士和展公式YouTube - YouTubeチャンネル

## 主な受賞歴
- 東京ADCグランプリ
- 毎日デザイン賞
- 朝日広告賞
- 第4回亀倉雄策賞[15]
- 東京TDC金賞
- 日本パッケージ大賞金賞

## 書籍

### 著書
- 佐藤可士和の仕事と周辺 Artist,Designer and Director SCAN（2001年6月18日、六耀社）ISBN 9784897373584
- 佐藤可士和 世界のグラフィックデザイン（2004年11月4日、ギンザグラフィックギャラリー）ISBN 9784887523418
- BEYOND KASHIWA SATO（2004年11月5日、宣伝会議）ISBN 9784883351213
- 佐藤可士和の超整理術（2007年9月18日、日本経済新聞出版社）ISBN 9784532165949
  - 佐藤可士和の超整理術（2011年4月11日、日本経済新聞出版社 日経ビジネス人文庫）ISBN 9784532195878
- 佐藤可士和 デザインペディア（2008年8月29日、マガジンハウス）ISBN 9784838785346
- 感動ストーリーズ(6) 創造を求めて（著者:宮崎駿 佐藤可士和 岩合光昭 服部隆之 小島秀夫）（2009年2月17日、学習研究社）ISBN 9784055006132
- 劇的クリエイティブ講座（著者:佐藤可士和 川上未映子 松任谷正隆 大宮エリー 藤村忠寿 ほか全8名）（2009年9月17日、イースト・プレス）ISBN 9784781602165
- 佐藤可士和のクリエイティブシンキング（2010年6月28日、日本経済新聞出版社）ISBN 9784532490966
  - 佐藤可士和のクリエイティブシンキング（2016年5月1日、日本経済新聞出版社 日経ビジネス人文庫）ISBN 9784532197940
- 可士和式（著者:天野祐吉 佐藤可士和）（2010年11月25日、天野祐吉作業室）ISBN 9784905016021
- 佐藤可士和さん、仕事って楽しいですか? (2012年12月28日、宣伝会議) ISBN 9784883352722
- 佐藤可士和の新しいルールづくり（著者:佐藤可士和、聞き手:齋藤孝） (2013年3月25日、筑摩書房) ISBN 9784480864239
- 聞き上手 話し上手 38の可士和談議（2013年4月26日、集英社）ISBN 9784087806694
- 小山薫堂×佐藤可士和 SWITCH INTERVIEW達人達（著者:NHK『SWITCHインタビュー達人達』制作班 小山薫堂 佐藤可士和） (2014年2月28日、ぴあ) ISBN 9784835618722
- 脳年齢25歳!?佐藤可士和の頭が冴える食生活（2014年6月26日、マガジンハウス）ISBN 9784838726783
- 佐藤可士和の打ち合わせ（2014年11月1日、ダイヤモンド社）ISBN 9784478027141
  - 佐藤可士和の打ち合わせ（2019年11月6日、日本経済新聞出版社 日経ビジネス人文庫）ISBN 9784532199647
- 今治タオル 奇跡の復活 起死回生のブランド戦略（著者:佐藤可士和 四国タオル工業組合）（2014年11月20日、朝日新聞出版）ISBN 9784023313392
- 覚悟のすき焼き 食からみる13の人生（著者:宇田川悟 松浦晃一郎 松任谷正隆 五味太郎 佐藤可士和 ほか全14名）（2015年9月1日、晶文社）ISBN 9784794968883 - 宇田川悟と、ゲスト13人の食卓にまつわる対談集
- えじえじえじじえ 谷川俊太郎さんのあかちゃんから絵本（著者:谷川俊太郎、イラスト:佐藤可士和）（2017年3月1日、クレヨンハウス）ISBN 9784861013409
- 世界が変わる「視点」の見つけ方 未踏領域のデザイン戦略（2019年4月17日、集英社新書）ISBN 9784087210743
- 佐藤可士和の対話ノート KASHIWA SATO×21 PERSONS' DIALOGUES（2021年1月9日、誠文堂新光社）ISBN 9784416620502

### 関連書籍
- 1冊まるごと佐藤可士和。（編集:pen編集部）（2007年2月22日、阪急コミュニケーションズ）ISBN 9784484072036
  - 1冊まるごと佐藤可士和。（編集:pen編集部）（2010年7月17日、阪急コミュニケーションズ）ISBN 9784484102153
- SAMURAI 佐藤可士和のつくり方（著者:佐藤悦子）（2007年10月1日、誠文堂新光社）ISBN 9784416607244
  - SAMURAI 佐藤可士和のつくり方（著者:佐藤悦子）（2013年2月22日、誠文堂新光社）ISBN 9784416113400
- 佐藤可士和×トップランナー31人（編集:集英社編集部）（2009年5月31日、集英社）ISBN 9784087814149
- 「見えてる人」になるたった1つの法則 人生とビジネスが動き出す！（著者:セス・ゴーディン、監訳:佐藤可士和、訳者:阿部川久広）（2012年1月30日、実業之日本社）ISBN 9784408109190
- デザインノートPremium 特集 佐藤可士和（編集:デザインノート編集部）（2020年10月26日、誠文堂新光社）ISBN 9784416520697
- 新1冊まるごと佐藤可士和。 2000-2020（編集:pen編集部）（2021年2月9日、CCCメディアハウス）ISBN 9784484212012

## 出演

### テレビ
- ニューデザインパラダイス（2004年4月16日、フジテレビ）- 第1回放送出演　新しい横断歩道をデザイン
- プロフェッショナル 仕事の流儀 第4回「ヒットデザインはこうして生まれる」（2006年1月31日、NHK総合）- 出演
- スタジオパークからこんにちは（2011年4月21日、NHK総合）- ゲスト
- らいじんぐ産 〜追跡!にっぽん産業史〜（2011年、NHKBSプレミアム）- ナビゲーター
- SWITCHインタビュー 達人達（2013年5月4日、NHK Eテレ）- 出演　小山薫堂と対談
- 日経スペシャル カンブリア宮殿（テレビ東京）
  - 日本企業の力を引き出せ！ヒット連発！"可士和マジック"の神髄（2013年8月8日）- サムライ 代表 アートディレクター 佐藤可士和氏出演[16]。
  - 日本は思った以上に"宝の山"SP（2016年7月7日）- 髙田明氏、佐藤可士和氏出演[17]。
  - 密着！佐藤可士和 企業を勝ち組に変える秘密（2021年4月1日）- サムライ 代表 クリエイティブディレクター 佐藤可士和氏出演[18]。
  - デザインで価値を一変！ "可士和改革"の最前線（2021年4月22日）- サムライ 代表 クリエイティブディレクター 佐藤可士和氏出演[19]。

### SNS
- SAMURAI (@samurai_sh) - X（旧Twitter） ※佐藤可士和率いるクリエイティブスタジオ「SAMURAI」公式Twitterアカウント
- 佐藤可士和展（2021年）
  - 佐藤可士和展公式YouTube - YouTubeチャンネル
  - 佐藤可士和展 KASHIWA SATO (@kashiwasato2020) - Instagram

### その他
- 佐藤可士和 - 慶應義塾大学湘南藤沢キャンパス 教員プロフィール
- デザイン論　- ほぼ日刊イトイ新聞（糸井重里との対談）
- 佐藤可士和×中村勇吾対談 -インタビュー：CINRA.NET
- セブンライフスタイル‐メッセージ‐
- 佐藤可士和 - NHK人物録